# Henrique I de Brabante
Henrique I de Brabante, dito o Corajoso (1165 - Cologne, 5 de setembro de 1235), foi conde de Bruxelas de 1179 a 1235, conde de Lovaina, marquês de Antuérpia e duque da Baixa-Lotaríngia de 1190 a 1235. Foi filho de Godofredo III. Casado com Marguerita de Limburgo, (1135 - 1172), filha de Henrique II de Limbourg e de Matilde de Saffenberg (? - 1145). Henrique I de Brabante foi, sobretudo, o criador do ducado de Brabante e duque de Brabante de 1183 a 1235.
Seu pai o familiariza muito cedo aos assuntos do ducado e é chamado de duque desde 1172 por aqueles próximos de seu pai. Em 1179, casa-se com Matilde de Bolonha (1150 - 1210), filha de Mateus da Alsácia (1130 - 1173) e de Maria de Blois (1136 - 1182). Era portanto sobrinha de Filipe da Alsácia, conte de Flandres, e recebe de seu pai o condado de Bruxelas. 
Combate repetidas vezes o conde de Hainaut e governa os domínios de seu pai, que esteve em viagem à Terra Santa de 1182 a 1184. O Imperador eleva suas terras ao ducado de Brabante em 1183. Henrique I de Brabante funda o Bois-le-Duc em 1185. Em 1190, com a morte de seu pai, herda o condado de Lovaina e o ducado da Baixa-Lotaríngia.
Rapidamente, encontra-se na oposição do Imperador Henrique VI quanto à questão da eleição do Bispo de Liege, que termina com o assassinato em 1192 do Bispo Aldebarão, ninguém menos que o irmão de Henrique I de Brabante. Além disso, Henrique VI manteve prisioneiro Ricardo Coração de Leão, que o duque de Autriche a ele havia enviado; sabendo que os príncipes loratíngios eram pró-ingleses, Henrique VI do Sacro-Império ameaçou entregar Ricardo Coração de Leão ao rei da França, a não ser que os príncipes loratíngios (o conde de Hainaut e o duque de Brabante) pagassem um resgate, que tinha valor excessivo. O Conde de Hainaut e o duque de Brabante cederam à chantagem, pagaram o resgate e Ricardo Coração de Leão foi solto. Após isso, o conde de Hainaut e Henrique I de Brabante se opuseram por quatro anos contra à escolha do sucessor do Bispo Aldebarão em Liege.
Parte para combater na Terra Santa e conta sucessos contra Saladino, mas só retorna à Europa após a morte de Henrique VI. Sua esposa apoiara a eleição de Otão IV de Brunswick, e Henrique I de Brabante fora um de seus apoiadores, como a maioria dos senhores da Baixa-Alemanha, enquanto que a Alta-Alemanha apoiara Filipe da Suábia, O irmão de Henrique VI.
Em 1204, Henrique I de Brabante muda suas alianças e se reaproxima dos rei da França e de Filipe da Suábia. Após o assassinato de Felipe, luta contra o Bispo de Liege, pois se reaproxima novamente de Otâo IV, e combate a seu lado em Bouvines, onde se livra de ser capturado. Pouco depois, alia-se novamente a Frederico II, o filho de Henrique VI. O governo de Henrique I de Brabante torna-se, a partir de então, mais pacífico.
Ao voltar de uma missão na Inglaterra, onde estava encarregado de escoltar Isabelle da Inglaterra, noiva de Frederico II, cai doente e morre em Cologne.

## Casamentos e filhos
Casou-se em primeiras-núpcias em 1179 com Matilde de Bolonha (1170 † 1210), filha mais nova de Mateus da Alsácia (1130 - 1173) e de Maria de Blois (1136 - 1182), conde e condessa de Bolonha, de quem teve:
- Adelaide (1190 † 1265), condessa de Bolonha, casada por três vezes:
  1. em 1206 com Arnoldo III († 1223), conde de Looz
  2. em 1225 com Guilherme X de Clermonte  (1195 † 1247), conde de Auvergne
  3. com Arnoldo de Wesemaele
- Maria (1190 † 1260), casada por duas vezes:
  1. com Otâo IV (1177 † 1218), imperador germânico
  2. em 1220 com Guilherme I (1167 † 1223), conde da Holanda
- Marguerita (1192 † 1231), casada em 1206 com Geraldo III († 1229), conde de Gueldre
- Matilde (1200 † 1267), casada:
  1. em 1212 com Henrique II († 1214), conde paladino do Reno
  2. em 1224 com Florêncio IV (1210 † 1234), conde da Holanda
- Henrique II (1207 † 1 de Fevereiro de 1248), duque de Brabante, casado por duas vezes:

1. em 22 de Agosto de 1215 com Maria da Suábia, filha de Filipe de Hohenstaufen (1176 - 21 de Junho de 1208) e de Irene Angelina de Constantinopla, Rainha de Constantinopla (1180 - 1208), filha de Isaac II Ângelo.
2. em 1240 com Sofia da Turíngia (1224 -?).

- Godofredo (1209 † 1254) senhor de Gaesbeek

Viúvo, casa-se novamente em 1213 com Maria da França (1198 † 1224), filha de Felipe II Augusto, rei da França, e de Agnès de Méranie. Tiveram:
- Elisabeth († 1272), casada em 1233 com Thiery de Clèves (1214 † 1244), senhor de Dinslaken, e, em 1246, com Geraldo II de Wassenberg († 1255)
- Maria, morta jovem